# Balacra rubrostriata
Espèce
Balacra rubrostriata est une espèce de lépidoptères (papillons) de la famille des Erebidae et de la sous-famille des Arctiinae. Décrite par l'entomologiste suédois Per Olof Christopher Aurivillius en 1898, elle se rencontre notamment au Burundi, au Cameroun, en République démocratique du Congo, au Gabon, au Ghana, au Kenya, au Togo, en Ouganda ainsi qu'en Zambie.